# SV Neufahrwasser
SV Neufahrwasser (Sportverein Neufahrwasser) – klub sportowy działający w Gdańsku (w dzielnicy Nowy Port) od 1919 r. do początku 1945 r.

## Historia
Klub powstał w 1919 r. W następnych latach piłkarze klubu grali w lidze Wolnego Miasta Gdańska (Bezirksliga Danzig). W 1935 r. po raz pierwszy awansowali do ligi okręgowej Prus Wschodnich. Po spadku w 1938 r., klub z Nowego Portu powrócił do ligi okręgowej w roku następnym, a w 1940 r. przeniesiono go do nowo utworzonej ligi okręgowej Gdańsk-Prusy Zachodnie. W 1943 r. drużyna SV Neufahrwasser zdobyła mistrzostwo ligi i została zakwalifikowana do rozgrywek (systemem pucharowym) o tytuł mistrza Niemiec 1942/43, ale już w pierwszym meczu przegrało z VfB Königsberg. W związku z dyskwalikacją graczy z Królewca, SV Neufahrwasser zostało następnie dopuszczone do fazy ćwierćfinałowej, w której także przegrało: 30 maja 1943 r. w Gdańsku przeciwko Dresdner SC.
Klub istniał do zajęcia Gdańska przez sowietów w marcu 1945 r.

## Osiągnięcia
- Mistrzostwo Gauliga Gdańsk-Prusy Zachodnie: 1943